# Afrikaspiele 2019/Leichtathletik – 800 m der Männer
Der 800-Meter-Lauf der Männer bei den Afrikaspielen 2019 fand am 26., 27. und 28. August im Stade Moulay Abdallah in Rabat statt.
30 Läufer aus 21 Ländern nahmen an dem Wettbewerb teil. Die Goldmedaille gewann Abdessalem Ayouni mit 1:45,17 min, was auch ein neuer Rekord der Afrikaspiele war. Silber ging an Cornelius Tuwei mit 1:45,41 min und die Bronzemedaille gewann Oussama Nabil mit 1:45,42 s.

## Rekorde
| Weltrekord        | David Rudisha | 1:40,91 min | Olympische Spiele in London, Vereinigtes Königreich | 9. August 2012 |
| Rekord der Spiele | Cosmas Silei  | 1:45,38 min | Afrikaspiele in Lagos, Nigeria                      | Januar 1973    |

## Vorläufe
Aus den vier Vorläufen qualifizierten sich die jeweils drei Ersten jedes Laufes – hellblau unterlegt – und zusätzlich die vier Zeitschnellsten – hellgrün unterlegt – für das Halbfinale.

### Lauf 1
26. August 2019, 18:43 Uhr
| Platz | Bahn | Athlet                   | Land                         | Zeit (min) |
| ----- | ---- | ------------------------ | ---------------------------- | ---------- |
| 1     | 4    | Éric Nzikwinkunda        | Burundi                      | 1.50,21    |
| 2     | 5    | Cornelius Tuwei          | Kenia                        | 1:50,36    |
| 3     | 7    | Edose Ibadin             | Nigeria                      | 1:50,46    |
| 4     | 6    | Semere Mihret            | Eritrea                      | 1:50,54    |
| 5     | 8    | Adisu Girma Tola         | Äthiopien                    | 1:50,73    |
| 6     | 3    | Boitumelo Masilo         | Botswana                     | 1:50,89    |
| 7     | 1    | Gilberto Quintas a Leite | São Tomé und Príncipe        | 1:59,32    |
| 8     | 2    | Francky-Edgard Mbotto    | Zentralafrikanische Republik | DNF        |

### Lauf 2
26. August 2019, 18:50 Uhr
| Platz | Bahn | Athlet                      | Land      | Zeit (min) |
| ----- | ---- | --------------------------- | --------- | ---------- |
| 1     | 5    | Abdessalem Ayouni           | Tunesien  | 1:50,05    |
| 2     | 4    | Tshepo Tshite               | Südafrika | 1:50,12    |
| 3     | 7    | Mohamed Belbachir           | Algerien  | 1:50,23    |
| 4     | 8    | Nicholas Kiplangat Kipkoech | Kenia     | 1:50,26    |
| 5     | 1    | Mostafa Smaili              | Marokko   | 1:50,29    |
| 6     | 3    | Prosper Niyonkuru           | Burundi   | 1:53,16    |
| 7     | 6    | Diarra Hamidou              | Mali      | 1:54,51    |
| 8     | 2    | Bacha Morka Mulata          | Äthiopien | 1:55,22    |

### Lauf 3
26. August 2019, 18:57 Uhr
| Platz | Bahn | Athlet                | Land     | Zeit (min) |
| ----- | ---- | --------------------- | -------- | ---------- |
| 1     | 7    | Abel Kipsang          | Kenia    | 1:48,34    |
| 2     | 1    | Oussama Nabil         | Marokko  | 1:48,48    |
| 3     | 6    | Salim Abu Mayanja     | Uganda   | 1:48,54    |
| 4     | 3    | Riadh Chninni         | Tunesien | 1:48,59    |
| 5     | 4    | Hamada Ahmed          | Ägypten  | 1:48,98    |
| 6     | 5    | Nyasha Keith Mutsetse | Simbabwe | 1:51,34    |
| 7     | 2    | Yusuf Ali Abdirashid  | Somalia  | 1:55,66    |
|       | 8    | Dey Dey Tuach         | Südsudan | DNS        |

### Lauf 4
26. August 2019, 19:04 Uhr
| Platz | Bahn | Athlet                         | Land             | Zeit (min) |
| ----- | ---- | ------------------------------ | ---------------- | ---------- |
| 1     | 2    | Mouad Zahafi                   | Marokko          | 1.50,27    |
| 2     | 5    | Tshepiso Masalela              | Botswana         | 1:50,77    |
| 3     | 3    | Edrissa Marong                 | Gambia           | 1:51,55    |
| 4     | 4    | Omer Amano Abdulkadir          | Äthiopien        | 1:52,54    |
| 5     | 6    | Manuel Benjamin                | Äquatorialguinea | 1:53,50    |
| 6     | 7    | Bobando Kevin                  | Republik Kongo   | 1:55,01    |
| 7     | 8    | Jean Bertrand Samuel Vielleuse | Mauritius        | 1:55,29    |

## Halbfinale
Aus den zwei Halbfinalläufen qualifizierten sich die jeweils vier Ersten jedes Laufes – hellblau unterlegt – für das Finale.

### Lauf 1
27. August 2019, 17:46 Uhr
| Platz | Bahn | Athlet            | Land     | Zeit (min) |
| ----- | ---- | ----------------- | -------- | ---------- |
| 1     | 4    | Abel Kipsang      | Kenia    | 1:47,91    |
| 2     | 8    | Mohamed Belbachir | Algerien | 1:48,12    |
| 3     | 7    | Mostafa Smaili    | Marokko  | 1:48,23    |
| 4     | 1    | Cornelius Tuwei   | Kenia    | 1:48,35    |
| 5     | 5    | Riadh Chninni     | Tunesien | 1:48,43    |
| 6     | 6    | Éric Nzikwinkunda | Burundi  | 1:49,14    |
| 7     | 3    | Hamada Ahmed      | Ägypten  | 1:50,10    |
| 8     | 2    | Edrissa Marong    | Gambia   | 1:51,76    |

### Lauf 2
27. August 2019, 17:53 Uhr
| Platz | Bahn | Athlet                      | Land      | Zeit (min) |
| ----- | ---- | --------------------------- | --------- | ---------- |
| 1     | 4    | Abdessalem Ayouni           | Tunesien  | 1:48,51    |
| 2     | 5    | Oussama Nabil               | Marokko   | 1:48,76    |
| 3     | 1    | Tshepiso Masalela           | Botswana  | 1:48,92    |
| 4     | 8    | Nicholas Kiplangat Kipkoech | Kenia     | 1:48,93    |
| 5     | 3    | Salim Abu Mayanja           | Uganda    | 1:49,94    |
| 6     | 6    | Tshepo Tshite               | Südafrika | 1:49,17    |
| 7     | 7    | Mouad Zahafi                | Marokko   | 1:49,18    |
| 8     | 2    | Edose Ibadin                | Nigeria   | 1:49,37    |

## Finale
28. August 2019, 18:49 Uhr
| Platz | Bahn | Athlet                      | Land     | Zeit (min) |
| ----- | ---- | --------------------------- | -------- | ---------- |
|       | 3    | Abdessalem Ayouni           | Tunesien | 1:45,17 GR |
|       | 2    | Cornelius Tuwei             | Kenia    | 1:45,41    |
|       | 5    | Oussama Nabil               | Marokko  | 1:45,42    |
| 4     | 4    | Abel Kipsang                | Kenia    | 1.45,43    |
| 5     | 7    | Mostafa Smaili              | Marokko  | 1:45,73    |
| 6     | 1    | Nicholas Kiplangat Kipkoech | Kenia    | 1:46,08    |
| 7     | 6    | Mohamed Belbachir           | Algerien | 1:46,10    |
| 8     | 8    | Tshepiso Masalela           | Botswana | 1:46,82    |